# Szurmang

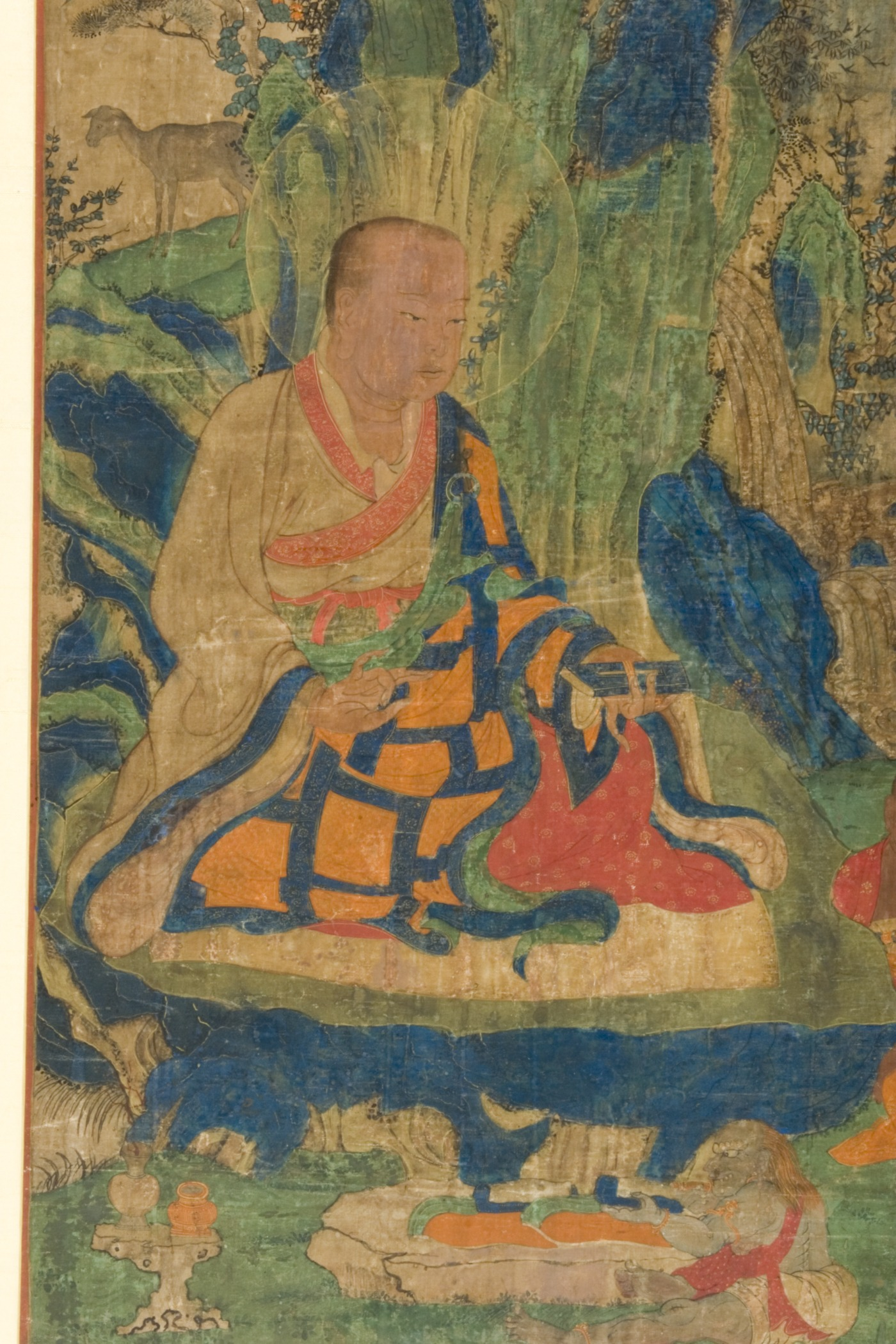
Abheda (arhat, 17. századi festmény a Szurmang kolostorban

A Szurmang (vagy Zurmang, tibeti: ཟུར་མང་དགོན་པ, wylie: zur mang dgon pa, kínai: 蘇莽貢巴, pinjin: Szumang Kongpa) egy hatalmas hegyi nomád terpületre és mezőgazdasági régióra vonatkozik, amely történelmileg a Nagcsen királyság alá tartozó hercegségé volt a mai Tibeti Autonóm Terület és Csinghaj tartomány területén. Tibeti nyelven a területet úgy nevezték, hogy a 21 tartomány (nyisu dza nga). 1959 óta ez a kelet-tibeti terület Kína fennhatósága alá tartozik és úgy nevezik, hogy Jusu tibeti autonóm prefektúra. A térség lakosságának 97%-a tibeti nemzetiségű. Szurmang Kína egyik legszegényebb régiója, ahol a világon az egyik legmagasabb a csecsemő és gyermekágyi halálozás aránya, majdnem 100% az analfabetizmus és az emberek jövedelme átlagosan kevesebb mint 14 amerikai cent.
Szurmangnak nevezik azt a kilenc vagy tíz kagyü kolostort (gompa) is, amelyek ezen a területen találhatók. Ezek közé tartozik a Szurmang Namgyal Ce, a Szurmang Duci Til, a Szurmang Do Gompa, a Szurmang Doka Gompa és a Szurmang Kjere Gompa.  Ezekben a kolostorokban a karma kagyü vonalat őrzik, ugyanakkor egyedi módon tartalmaznak valamennyi nyingma iskolából származó tanítást is. Ezeket történelmileg a gharvang tulkuk, a tenga tulkuk és a trungpa tulkuk vezetik.

## Szurmang kagyü

### Története
A Szurmang kolostort (tibeti: ཟུར་མང་དགོན་པ, wylie: zur mang dgon pa) mintegy 600 évvel ezelőtt alapította Trungmasze, Desin Sekpa, az 5. gyalva karmapa egyik tanítványa. A név magyarul annyit jelent, hogy sokszögű, amely a terület első egyházi személyeinek szabálytalan alakú nádkunyhójára utal.
Az 1. trungpa rinpocse, Kunga Gyalcen, Trungmasze (1. Zurmang Gharvang rinpocse, más néven Matiratna vagy Lodro Rincsen) legfőbb tanítványa volt. A kis Szurmang a Szurmang Trungpa tulkuk székhelye. A szurmang trungpa rinpocsék történelmileg a Trungmase legközelebbi tanítványai, a nyolc tongdennel (a szurmang csoport további fontos tanítványai) együtt. Zurmang Gharvang, Zurmang Tenga és Zurmang Trungpa a Szarmang „három oszlopa” (Ghar Teng Trung Szum)."